# DDT (rosyjski zespół muzyczny)
DDT (ros. ДДТ) – radziecki i rosyjski zespół rockowy, utworzony w 1980 w Ufie. Liderem grupy, autorem większości utworów i jedynym niezmienionym jak dotąd członkiem zespołu jest Jurij Szewczuk.
Nazwa grupy wywodzi się od związku chemicznego DDT, który stosowany był jako środek owadobójczy. Istnieją także inne rozwinięcia skrótu (np. Dom dziecięcej twórczości, Dzień dobry, towarzysze), jednak są to tylko wymysły fanów.
Pierwszy polski koncert DDT miał miejsce w Sali Kongresowej w Warszawie 22 października 2010 roku.

## Historia

### 1980–1986 (Ufa)
Pod koniec 1980 roku, zarekomendowany przez znajomego, Jurij Szewczuk dołączył do grupy, mającej próby w miejscowym domu kultury. Zespół nie miał własnych utworów, grał jedynie covery zagranicznych wykonawców. Przez pewien czas członkowie sprzeczali się nawet, czy możliwe jest granie muzyki rockowej po rosyjsku, nie mając pojęcia o istnieniu w tym czasie wielu moskiewskich i leningradzkich zespołów. W składzie nowo powstałej, nienazwanej jeszcze grupy znaleźli się Jurij Szewczuk, gitarzysta Rustem Asanbajew, basista Giennadij Rodin, klawiszowiec Władimir Sigaczow i perkusista Rinat Szamsutdinow.
W 1981 roku, w warunkach domowych zespół nagrał 7 utworów, które potem znalazły się na pierwszym albumie, nazwanym DDT-1 (ДДТ-1). Jednak z powodu słabej jakości nagrań i niskich umiejętności muzyków, płyta nie zyskała szerokiego rozgłosu. W ciągu następnych dwóch lat, dwukrotnie zmieniany był perkusista: Szamsutdinow został zastąpiony Siergiejem Pastiernakowem, a później jego miejsce zajął Rustem Karimow.
W 1982 roku Komsomolskaja prawda ogłosiła konkurs dla młodych artystów „Złoty kamerton”, w którym nagrodą był zapis singla w wytwórni płytowej Miełodija. Grupa dostała się do drugiego etapu, jednak dla dalszego uczestnictwa potrzebna była nazwa zespołu. Szewczuk zaproponował więc „DDT”, które zostało przyjęte i pozostaje niezmienione do dziś. Muzycy DDT z utworami: Innopłanietianin (Иннопланетянин), Cziornoje sołnce (Чёрное солнце) oraz Nie strielaj (Не стреляй) zostali laureatami konkursu, a samego wokalistę zaproszono do Moskwy na nagranie piosenki Nie strielaj w studiu Miełodija. Jednakże jeden z warunków podpisania profesjonalnego kontraktu wymagał od zespołu wykonywania utworów oficjalnych radzieckich kompozytorów. Szewczuk odmówił podjęcia takiej decyzji i grupa powróciła do grania dla wąskiego kręgu znawców muzyki rockowej.
Tego samego roku DDT wypuściło swój drugi album – Swinja na radugie (Свинья на радуге). Pod względem muzycznym był on nie mniej eksperymentalny niż poprzedni. I chociaż hard rockowe brzmienia są wyraźnie wyczuwalne, ostateczny wybór nie został wtedy jeszcze dokonany i na płycie można usłyszeć elementy rock and rolla, bluesa i country.
W 1983 roku Szewczuk i Sigaczow wraz z trzema członkami czerepowieckiego zespołu Rok-sientiabr' (Рок-сентябрь) nagrali album Kompromiss (Компромисс). Nagranie zyskało szerszą akceptację i znacznie zwiększyło popularność grupy.
W maju tego samego roku DDT wystąpiło na stadionie Łużniki w Moskwie, jako część oficjalnego trzydniowego festiwalu Rock za pokój. Wydarzenie było pokazywane w telewizji, jednak występ zespołu został wycięty z poświęconego festiwalowi programu.
Rok później do grupy dołączył nowy perkusista – Siergiej Rudoj. W maju DDT nagrało album Pierifierija (Периферия), a Władimir Sigaczow został tymczasowo zastąpiony Władisławem Siencziłło. Album spowodował pojawienie się utarczek z władzami, między innymi wezwanie Jurija Szewczuka przez KGB i lokalny komitet KPZR.
Po powrocie Sigaczowa do DDT, z grupy odszedł basista Giennadij Rodin. Nie zważając na to, Szewczuk kontynuował tworzenie piosenek i pod koniec 1985 roku materiał na nową płytę, zatytułowaną Wriemia (Время), był już gotowy. Do zespołu dołączył nowy basista – Nijaz Abdiuszew i cała grupa wyjechała do Moskwy na nagranie albumu. Tam przyłączyli się do nich Siergiej Ryżenko i Siergiej Letow. Zespołowi nie udało się jednak znaleźć gitarzysty i wszystkie partie gitarowe na płycie zostały nagrane przez samego Szewczuka. Z powodu braku studia nagraniowego, cały zapis albumu odbywał się w mieszkaniu moskiewskich znajomych.
Na początku 1986 roku Jurij Szewczuk wraz z rodziną przeprowadził się do Leningradu, gdzie zaczął poszukiwanie nowych muzyków dla DDT.

### 1987–1989 (Leningrad)
23 stycznia 1987 roku na scenie Leningradzkiego Rock-klubu odbył się pierwszy koncert w nowym składzie. W zespole, poza liderem Jurijem Szewczukiem, znaleźli się Władimir Sigaczow, Siergiej Letow, gitarzysta Andriej „Chudoj” Wasiljew, basista Wadim Kuryliow i perkusista Igor Docenko. W kwietniu do grupy dołączył gitarzysta i skrzypek Nikita Zajcew. Miesiąc później DDT z nowym materiałem pojawiło się na kolejnym festiwalu Leningradzkiego Rock-klubu. Muzycy wystąpili jako przedostatni, przed Akwarium.
Koncert na podolskim festiwalu stał się ostatnim dla Władimira Sigaczowa, który wyjechał do Moskwy, gdzie stworzył własną grupę „Niebo i Ziemla” (Небо и земля). W tym samym czasie do zespołu przyłączyli się Aleksandr Browko i klawiszowiec Andriej Muratow, a na nagrania do albumu Ja połucził etu rol (Я получил эту роль) zaproszony został także jazzowy saksofonista Michaił Czernow, który niedługo potem stał się stałym członkiem DDT.
Latem 1989 ukazało się nowe wydawnictwo, zatytułowane Ottiepiel (Оттепель). W ciągu następnego roku zespół wiele koncertował, m.in. występując z Alisą na festiwalu w Leningradzie, a także na Węgrzech, w USA i Japonii. Popularność w tym okresie została grupie zagwarantowana przez rozrywkowy muzyczny program telewizyjny „Wzglad”. Siergiej Łomakin w gazecie „Muzykalnaja prawda” napisał:

„Wzglad” wykorzystał uzasadnione zainteresowanie publiki obywatelskim rockiem i pokazał masowej publiczności świetne zespoły: DDT, Nautilus Pompilius, Kino. Z pomocą tej muzyki udało nam się zrobić wyrwę w murze cenzury i sprawić, że muzycy z podziemia przedarli się do szerokich mas. Jeden z muzycznych redaktorów powiedział kiedyś: „Ogromnie dziękuję »Wzgladowi« za otwarcie społeczeństwa na radziecki rock.” Butusow, Coj, Szewczuk – to literatura ludzi nieobojętnych. W tych czasach muzyka tworzyła rewolucję...

### Lata 90.
Wiosną 1992 roku grupa wypuściła album zatytułowany Aktrisa Wiesna (Актриса Весна). Jeden z obecnych na płycie utworów – Czto takoje osien’ (Что такое осень) znalazł się potem na drugim miejscu podsumowania „Top 100 najlepszych rosyjskich piosenek rockowych XX wieku” stacji „Nasze Radio”, a inne kompozycje z albumu, takie jak Dożd’ (Дождь), W posledniuju osien' (В последнюю осень), U tiebia jest’ syn (У тебя есть сын) i Rodina (Родина) również zyskały ogromną popularność, stając się wizytówką zespołu.
Na przełomie 1992 i 1993 DDT przygotowało nowy program występów, zapowiadający album Cziornyj pios Pietierburg (Чёрный пёс Петербург). Początkowo płyta miała być nagrana w studio już po zakończeniu trasy koncertowej, jednak później zdecydowano się wydać lekko poprawioną wersję z występu na żywo. Rok później, w styczniu 1994, grupie przyznano prestiżową nagrodę muzyczną „Owacja” w kategoriach najlepszy zespół rockowy roku oraz najlepszy rockowy wykonawca roku.
Wiosna 1995 przyniosła nowy album Eto wsio... (Это всё...), na którym znalazły się takie przeboje jak Biełaja rieka (Белая река), Biełaja nocz' (Белая ночь) i tytułowe Eto wsio... W przeciwieństwie do Aktrisy Wiesny, która została nagrana w dwa tygodnie, prace nad Eto wsio... zajęły blisko rok. Spowodowała to m.in. spora rotacja członków zespołu i duża ilość materiału zebranego przez Jurija Szewczuka. Początkowo album miał być dwuczęściowy, jednak ostatecznie zdecydowano, że nagranych utworów nie wystarcza na pełnowartościową drugą płytę. Część piosenek została więc odłożona na potem i ukazała się kilka lat później na wydawnictwie Rożdionnyj w SSSR. W tym czasie do składu grupy dołączył młody gitarzysta Artur Owsiepian, a także – ponownie – Siergiej Ryżenko. Udział w nagraniu albumu wziął także basista Anatolij Krupnow.
Na początku 1995 Jurij Szewczuk wybrał się do Czeczenii, aby na własne oczy zobaczyć panującą tam wojnę. Zagrał tam kilkadziesiąt koncertów dla rosyjskich wojskowych, a blisko dwa lata później, w październiku 1996 cały zespół wystąpił w centrum Groznego, gdzie obecni byli przedstawiciele obu stron konfliktu. Występ ten odbył się w ramach kolejnej trasy koncertowej – Ot i do – zorganizowanej z okazji 15-lecia grupy i zawierającej wszystkie jej największe przeboje.
Zimą 1995 i 1996 roku zespół przebywał w USA, gdzie w studiu Long View Farm nagrany został album Lubow' (Любовь). Wydawnictwo nie osiągnęło ogromnego sukcesu – powodem tego były m.in. bardzo szybkie tempo pracy, do którego nie przywykli muzycy (nagrania trwały zaledwie miesiąc) i jeszcze nie do końca zgrany nowy skład DDT – Sergiej Ryżenko powrócił do Moskwy, aby zreorganizować swoją grupę FUTBOŁS, Owsiepian zajął się karierą solową, a do stałego składu grupy dołączyli basista Igor Tichomirow (ex-Kino) i klawiszowiec Dmitrij Galickij.
23 czerwca 1996 roku na stadionie Pietrowskij Teatr „DDT” zorganizował swój pierwszy festiwal z hasłem przewodnim „Napełnimy niebo dobrocią”. W wydarzeniu wzięły udział gwiazdy rosyjskiego rocka (m.in. Alisa, AukcYon, Arkiestr Au, Strannyje Igry, Rikoszet, Tequilajazzz i samo DDT), które przedstawiały publiczności młode, nieznane zespoły. W ten sposób popularność zyskały takie grupy jak Splin czy Korol i Szut.
W czerwcu 1996 odbyła się kolejna zmiana w składzie – miejsce klawiszowca zajął Konstantin „Kot” Szumajłow. Rok później 1997 wyszedł album Rożdionnyj w SSSR (Рождённый в СССР), zawierający m.in. kompozycje, na które zabrakło miejsca na Eto wsio..., takie jak Gladi pieszkom (Гляди пешком) czy Prawda na prawdu (Правда на правду). Tytułowy utwór z wydawnictwa znalazł się potem na ścieżce dźwiękowej do filmu „Kto, jeśli nie my”.
Prawie cały rok 1997 Szewczuk spędził na wsi, przygotowując materiał do nowego albumu – Mir nomier nol (Мир номер ноль), który grupa zaprezentowała światu w maju 1998. Zadziwił on fanów innym niż dotychczas brzmieniem i szerszym użyciem technologii komputerowej. Igor Tichomirow przekształcił się z basisty w dźwiękowca, a jego miejsce zajął Pawieł Borisow, który zadebiutował na scenie Peterburskiego KSK podczas premiery nowego materiału. Niedługo potem z grupy odszedł Andriej Wasiljew.

Po prostu była taka sytuacja – zupełnie nic nie robisz, ale pytasz: „Dlaczego mnie nie słychać?”. Wożą cię po całym kraju, za granicę, a ty kim jesteś? Kim? Odezwij się! Rozumiesz, w pewnym momencie zrobiło mi się wstyd, że ludzie rzeczywiście harują, a ja tylko twarz sprzedaję – zakładam gitarę i brzdęk szmęk! I koniec. To przykre. Można przyczepić się do tego pociągu i jechać aż do śmierci i ciągle będzie ci fantastycznie – rock, kurczę! Ale to nie tak. [...] Oni robią nowy materiał „Mir nomier nol” – komputery i w ogóle. A ja, rzecz jasna, nie byłem gotowy na takie technologie. Nie było tak, żebym z pompą... wziął i odszedł. [...] Nie chciałem być taką „pojedynczą sztuką” – „postawimy Chudego tam, on brzdęknie jeden akord”... Dlatego sobie poszedłem.

W maju 1999 zespół rozpoczął koncerty z nowym programem występów – Żywoj (Живой), jednocześnie nie zaprzestając promocji Mir nomier nol. Pięć miesięcy później miała miejsce pierwsza poważna trasa koncertowa zespołu po Stanach Zjednoczonych. Grupa odwiedziła Nowy Jork, Waszyngton, Boston, Chicago, Los Angeles i San Francisco i osiągnęła znaczący sukces, co otworzyło drogę za ocean innym rosyjskim muzykom.
W 1999 DDT zostało także zaproszone do uczestnictwa w tworzeniu ścieżki dźwiękowej do filmu Brat 2, jednak Jurij Szewczuk ostatecznie odrzucił tę propozycję, motywując to nacjonalistycznym charakterem filmu.

### 2000–2009
Na początku 2000 roku zespół wydał nowy album – Mietiel awgusta (Метель августа), w nagraniu którego po raz pierwszy wziął udział młody muzyk jazzowy Iwan Wasiljew. Na Mietieli znalazły się też ostatnie utwory z udziałem skrzypka Nikity Zajcewa, który zmarł 23 sierpnia 2000 roku.
W połowie 2001 wytwórnia Grand Records ponownie wydała 15 albumów zespołu, dodając do każdej płyty nowe, bonusowe piosenki.
29 listopada w Pałacu kultury im. Gorbunowa w Moskwie odbyła się premiera nadchodzącego albumu – Jedinoczestwo (Единочество), która została potem wydana na dwóch płytach: Gorod biez okon. Wchod (Город без окон. Вход) i Gorod biez okon. Wychod (Город без окон. Выход). Kolejna premiera wydawnictwa odbyła się 3 grudnia w Kompleksie sportowym „Jubileusz” w Petersburgu – koncert trwał ponad dwie godziny i zebrał około siedmiu tysięcy słuchaczy.
W grudniu 2001 zespół odbył trzecią trasę koncertową po USA i Kanadzie, odwiedzając m.in. Chicago, Toronto i Nowy Jork. Niedługo potem muzycy na osiem miesięcy zamknęli się w studio, całkowicie zaprzestając dawania koncertów aż do ukazania się Jedinoczestwa.
W listopadzie 2002 ukazał się nowy album DDT, zatytułowany Jedinoczestwo. Czast’ I: Mama, eto rok-n-rołł? (Единочество. Часть I: Мама, это рок-н-ролл?). Była to pierwsza płyta nagrana już we własnym studiu DDT w Petersburgu. Dokładnie pół roku później, 27 maja 2003 roku ukazała się druga część Jedinoczestwa, zatytułowana Jedinoczestwo. Czast’ II. Żywoj (Единочество. Часть II. Живой). W międzyczasie grupę opuścił gitarzysta Wadim Kuryliow, a jego miejsce zajął Aleksiej Fiediczew.
W kwietniu 2005 pojawił się album Propawszyj biez wiesti (Пропавший без вести). Według słów Szewczuka: „Album poświęcony jest tym ludziom, którzy nie odnaleźli się w tym nowym świecie, w nowym kraju, w nowej Rosji, w tym burżuazyjnym społeczeństwie, które nazywane jest »demokracją«”. Podczas trasy koncertowej promującej album i dwudziestopięciolecie zespołu, DDT wystąpiło w blisko 50 różnych miastach Rosji, Ukrainy, Białorusi, Niemiec, Izraela i Wielkiej Brytanii.
19 kwietnia 2007 roku wydana została akustyczna płyta Priekrasnaja ljubow' (Прекрасная любовь), zawierająca solowe piosenki Jurija Szewczuka nagrane z udziałem muzyków DDT. Sam zespół określił album mianem „wyzwania dla rosyjskiego chansonu”.
Od kwietnia do lipca 2008 roku grupa przebywała w trasie koncertowej po Ukrainie, przeprowadzonej przy poparciu Rosyjskiego Kościoła Prawosławnego z okazji 1020-lecia chrztu Rusi. Jako support przed DDT wystąpiły ukraińskie grupy S.K.A.J. i Bratja Karamazowy, a znany misjonarz diakon Andriej Kurajew wygłosił kazania, skierowane do młodych fanów zespołu. Główny koncert trasy, który odbył się w Kijowie zebrał ponad sto tysięcy słuchaczy.
24 i 26 września DDT wystąpiło w Moskwie w Petersburgu z koncertami „Nie strzelaj”, poświęconymi ofiarom lokalnych wojen ostatnich dziesięcioleci. Razem z muzykami zagrały zespoły z Gruzji i Osetii Południowej, grupa Bratja Karamazowy, a także diakon Andriej Kurajew, który wygłosił pięciominutowe kazanie. Część zebranych dzięki temu środków została przekazana ofiarom konfliktu w Osetii Południowej. 4 listopada nagranie z petersburskiego koncertu pokazał lokalny Piąty kanał. Całość transmitowano bez przerwy na reklamy. Te dwa koncerty były ostatnimi wystąpieniami grupy w 2008 roku. Później zespół całkowicie poświęcił się pracy nad nowym albumem.
12 czerwca grupa wystąpiła na festiwalu „Rock nad Wołgą” w Samarze. Trzy tygodnie później zespół wziął udział w kolejnym festiwalu – „Stworzenie pokoju” w Kazaniu. W drugiej połowie sierpnia zaczęła się trasa koncertowa promująca nowe utwory.
2 sierpnia 2009 roku DDT wystąpiło w Ogólnorosyjskim Centrum Wystawowym w Moskwie. Koncert został zorganizowany jako protest przeciwko wyburzaniu historycznych budynków w stolicy.

### 2010–obecnie
29 maja grupa wzięła udział w charytatywnym koncercie w Teatrze Michajłowskim w Petersburgu, poświęconym zebraniu środków na rzecz pomocy dzieciom z nowotworami. Po koncercie odbyło się nieoficjalne spotkanie uczestników z Władimirem Putinem, na którym Jurij Szewczuk rozpoczął polemikę z premierem. Wydarzenie to było szeroko komentowane w mediach, zarówno rosyjskich, jak i zagranicznych.
W czerwcu na blogu klawiszowca Konstantyna Szumajłowa pojawiła się informacja o odejściu z grupy Igora Docenko, będącego członkiem DDT od dwudziestu czterech lat. Myśli o opuszczeniu zespołu nawiedzały perkusistę od odejścia Wadima Kuryliowa, który był bliskim przyjacielem Docenko. Jesienią 2010 wznowił on muzyczną karierę w zespole Cziż & Co. 27 czerwca na festiwalu „Otwórz okna” DDT przedstawiło fanom nowego perkusistę Artioma Mamaja.
4 września na charytatywnym koncercie w Krasnojarsku odbył się pierwszy występ zespołu z nową wokalistką wspierającą Alioną Romanową z moskiewskiej grupy Zventa-Sventana.
29 września odbył się ostatni koncert z udziałem Michaiła Czernowa. 10 października przy pomocy serwisu społecznościowego Vkontakte Czernow poinformował o swoim odejściu z grupy. Później, na oficjalnej stronie internetowej DDT, były saksofonista zwrócił się do fanów zespołu oraz mediów:

Przyjaciele, dobrze wyraziłem swoją myśl o opuszczeniu grupy. Nie widzę i nie słyszę siebie w nowym elektronicznym brzmieniu. Uważam, że swoim odejściem daję grupie możliwość dalszego doskonalenia się, nie zatrzymuję jej rozwoju. Jeśli zaś chodzi o obywatelską postawę Jurija, w całości ją popieram. Jurij był i wciąż jest dla mnie wspaniałym poetą i moim przyjacielem.

17 października na koncercie w Nowogrodzie Wielkim razem z DDT wystąpił trębacz grupy Markscheider Kunst, Anton Wiszniakow. Po tym występie został on stałym uczestnikiem zespołu.
10 listopada w klubie „Arena Moscow” odbył się koncert z okazji „ostatniego Dnia Milicji” (1 marca 2011 roku rosyjska milicja została oficjalnie przemianowana na policję), na którym oprócz grupy DDT wystąpił m.in. znany rosyjski raper Noize MC.
Wiosną 2011 roku, podczas trasy koncertowej po Ukrainie i Rosji, ogłoszone zostało odejście z grupy basisty Pawła Borisowa. Pierwszy występ z nowym basistą, Romanem Niewielewym, miał miejsce 21 kwietnia na koncercie na rzecz centrum rehabilitacyjnego. Niedługo później grupa przejechała z trasą koncertową po południu Rosji.
W październiku wyszedł nowy dwuczęściowy album pod tytułem Inacze/PS (Иначе/PS), a także odbyła się rosyjska trasa koncertowa promująca wydawnictwo.
W kwietniu 2012 roku wyszedł film-koncert „Niebo pod sercem”, w którym znalazł się występ grupy z 9 listopada w kompleksie sportowym Olimpijski, a także nagrania zza kulis. Produkcja opowiada o wydaniu albumu Inacze oraz promującej go trasie koncertowej. Film wyreżyserowała Wiktoria Kas’kowa.
W marcu 2014 roku z zespołu odszedł Iwan Wasiljew, który postanowił skupić się na własnym projekcie „Acoustic Band”. Ostatni koncert z jego udziałem odbył się 12 marca w Królewcu.
W maju wyszedł nowy album zespołu – Prozracznyj (Прозрачный). Wokalista taki tytuł wytłumaczył lekkim brzmieniem oraz lirycznością wydawnictwa w porównaniu z poważnym Inacze.
7 grudnia 2014 roku po długiej walce z chorobą zmarł były perkusista zespołu Igor „Doca” Docenko.

## Członkowie zespołu

### Obecny skład zespołu
- Jurij Szewczuk – wokal, gitara, teksty, muzyka (1980–obecnie)
- Konstantin „Kot” Szumajłow – klawisze, sampler, programowanie, chórki (1996–obecnie)
- Aleksiej Fiediczew – gitara, chórki (2003–obecnie)
- Artiom Mamaj – perkusja (2010–obecnie)
- Roman Niewielew – gitara basowa (2011–obecnie)
- Anton Wiszniakow – puzon, instrumenty perkusyjne, chórki (2010–obecnie)
- Aliona Romanowa – chórki (2010–obecnie)

### Byli członkowie
- Władimir Sigaczow – klawisze (1980–1987) †
- Rustem Asanbajew – gitara (1980–1983)
- Giennadij Rodin – gitara basowa (1980–1984)
- Rinat Szamsutdinow – perkusja (1980)
- Siergiej Pastiernakow – perkusja (1981)
- Rustem Karimow – perkusja (1981–1983)
- Rustem Rizwanow – gitara (1984, 1992)
- Siergiej Rudoj – perkusja (1984–1986)
- Nijaz Abdjuszew – gitara basowa (1984–1986)
- Siergiej Ryżenko – skrzypce, gitara, flet prosty, klawisze (1985, 1994–1995, 2000, 2003)
- Siergiej Letow – saksofon (1985–1987, 2000)
- Igor „Doca” Docenko – perkusja, instrumenty perkusyjne (1986–2010) †
- Wadim Kuryliow – gitara basowa, gitara akustyczna, gitara 12-strunowa, wokal, flet prosty (1986–2002)
- Andriej Wasiljew – gitara (1987–1998)
- Nikita Zajcew – gitara, skrzypce, klawisze (1987–2000) †
- Andriej Muratow – klawisze, organy, chórki (1987–1993)
- Michaił „wujek Misza” Czernow – saksofon, flet (1988–2010)
- Anatolij Krupnow – gitara basowa (1993) †
- Artur Owsiepian – gitara (1994)
- Igor Tichomirow – gitara basowa (1995–1996)
- Dmitrij Galickij – klawisze (1995–1996)
- Dmitrij Goriełow – perkusja, instrumenty perkusyjne (1995–1996)
- Pawieł Borisow – gitara basowa (1998–2011)
- Iwan „wujek Wania” Wasiljew – trąbka (2000–2014)

## Dyskografia

### Albumy
- DDT-1 (ДДТ-1, 1981)
- Swinja na radugie (Свинья на радуге, 1982), „Świnia na tęczy”
- Kompromiss (Компромисс, 1983), „Kompromis”
- Pierifierija (Периферия, 1984), „Peryferia”
- Wriemia (Время, 1985), „Czas”
- Moskwa. Żara (Москва. Жара, 1985), „Moskwa. Upał”
- Ja połucził etu rol (Я получил эту роль, 1988), „Otrzymałem tę rolę”
- Ottiepiel (Оттепель, 1990), „Odwilż”
- Płastun (Пластун, 1991), „Płastun”
- Aktrisa Wiesna (Актриса Весна, 1992), „Wiosna – Aktorka”
- Eto wsio... (Это всё..., 1994), „To wszystko...”
- Lubow' (Любовь, 1996), „Miłość”
- Rożdionnyj w SSSR (Рождённый в СССР, 1997), „Narodzony w ZSRR”
- Mir nomier nol (Мир номер ноль, 1999), „Świat numer zero”
- Mietiel awgusta (Метель августа, 2000), „Sierpniowa wichura”
- Jedinocziestwo I (Единочество I, 2002), „Jednosamotność I”
- Jedinocziestwo II (Единочество II, 2003), „Jednosamotność II”
- Propawszyj biez wiesti (Пропавший без вести, 2005), „Zaginiony bez wieści”
- Priekrasnaja lubow' (Прекрасная любовь, 2007), „Piękna miłość”
- Inacze (Иначе, 2011), „Inaczej”
- P.S. (2011)
- Prozracznyj (Прозрачный, 2014) „Przejrzysty”

### Albumy koncertowe
- Cziornyj pios Pietierburg (Чёрный пёс Петербург, 1993), „Czarny pies Petersburg”
- Gorod biez okon. Wchod (Город без окон. Вход, 2004), „Miasto bez okien. Wejście”
- Gorod biez okon. Wychod (Город без окон. Выход, 2004), „Miasto bez okien. Wyjście”

### Składanki
- Legiendy russkogo roka. DDT (Легенды русского рока. ДДТ, 1999), „Legendy rosyjskiego rocka. DDT”
- Proswistieła (Просвистела, 1999), „Zaświstała”
- Encikłopiedija rossijskogo roka (Энциклопедия российского рока, 2000) „Encyklopedia rosyjskiego rocka”
- Piesni (Песни, 2003), „Piosenki”
- Grand Collection, DDT (Grand Collection, ДДТ, 2004)
- Gladi pieszkom (Гляди пешком, 2005)
- Legiendy russkogo roka. DDT – 2 (Легенды русского рока. ДДТ – 2, 2005), „Legendy rosyjskiego rocka. DDT – 2”
- XXV (2005)
- DDT Family (2006)
- Nie strielaj! (Не стреляй!, 2008), „Nie strzelaj!”
- Najlepsze. Złota kolekcja (Лучшее. Золотая коллекция, 2010)

### Single
- Eto wsio... (Это всё..., 1995), „To wszystko...”
- Mir nomier nol (Мир номер ноль, 1998), „Świat numer zero”
- Staryj god (Старый год, 2007), „Stary rok”

### DVD
- XXV (2005)
- Inacze. Live in Essen 2013 (Иначе. Live in Essen 2013, 2014)